# Polybetes pallidus
Polybetes pallidus är en spindelart som beskrevs av Cândido Firmino de Mello-Leitão 1941. 
Polybetes pallidus ingår i släktet Polybetes och familjen jättekrabbspindlar. Inga underarter finns listade i Catalogue of Life.